# Municipio de San Francisco Jaltepetongo
El municipio de San Francisco Jaltepetongo (del mixteco: xaltepetongo ‘El carrillo de arena’) es un municipio del estado mexicano de Oaxaca. Según el censo de 2020, tiene una población de 1075 habitantes. Pertenece al distrito de Nochixtlán, dentro de la región mixteca. Su cabecera es la localidad de San Francisco Jaltepetongo.

## Geografía
El municipio abarca 45.66 km² y se encuentra a una altitud promedio de 2070 m s. n. m., oscilando entre 2700 y 1900 m s. n. m..